# Um sussuro nas trevas
Um Sussuro nas Trevas (em inglês The Whisperer in Darkness) é um romance curto, de 26.000 palavras, escrito por H. P. Lovecraft em 1930 e publicado em agosto de 1931 em Weird Tales. Existe pelo menos uma publicação em português, com o título acima e ISBN 9788577152087 pela Editora Hedra de 2010. O conto também está em outras compilações em português como "Sussurros na escuridão e outros contos", pela Editora Camelot em 2022. Assim como outras obras do autor, este conto é uma mistura de terror  e ficção científica. Ainda que faça referências à obra Mitos de Cthulhu, este romance não é uma parte central daquele universo, porém sinaliza uma mudança na escrita de Lovecraft, em direção à ficção científica . A trama também introduz aos Mi-go, uma raça extraterrestre de criaturas fungiformes.

## Inspiração
A história é narrada por Albert N. Wilmarth e, em seu início, ignora aqueles que acreditam que criaturas não-humanas habitam as colinas de Vermont, tratando-os como "meros românticos que fazem questão de tentar transferir para a vida real histórias fantásticas sobre 'pequenas pessoas que espreitam', aquelas ficaram famosas pela ficção de horror de Arthur Machen."
Sobre este assunto, o aluno de Lovecraft, Robert M. Price argumenta que esta é uma forma de Lovecraft reconhecer que tem uma dívida com a obra de  Machen, em especial com The Novel of the Black Seal (1895).
Nas duas obras (de Machen e de Lovecraft)  temos um professor, especialista em antiguidades que, seguindo seus interesses profissionais, se deixa levar por aquilo que a maioria poderia chamar de 'meras superstições' a respeito de uma estranha região de colinas de aparência ameaçadora. Assim, o professor Wilmarth de Lovecraft sente-se atraído por uma pedra preta com inscrições, que parece ter pertencido a uma antiga raça pré-humana, que estaria escondida nas misteriosas colinas. Lovecraft divide o perfil e o papel do professor Gregg (criado por Machen) entre Wilmarth e Akeley, um pesquisador introvertido. É Akeley, e não o Wilmarth, quem desaparece, caindo nas garras da antiga raça. O professor fica para trás, se salva e conta a história, como fez Miss Lally, de Machen.
Price assinala a existência de trechos paralelos em ambas as histórias. Machen pergunta: "O que vai acontecer se essa raça horrível e escura das colinas sobreviveu?"; e Lovecraft aponta para "uma raça escondida de monstros que foram atraídos para algum lugar nessas remotas colinas". E, enquanto Machen menciona "estranhas figuras reunindo-se rapidamente nas partes elevadas, junto ao rio...". Lovecraft conta "certas histórias estranhas de coisas encontradas flutuando na cheia de alguns rios". Price sugere que a descrição de Machen se refere a pessoas "que desapareceram estranhamente da terra", o que levou Lovecraft a imaginar pessoas sendo literalmente subtraídas do planeta.
Uma coisa que tem sido percebida por críticos como Price e Lin Carter, é que The Whisperer in Darkness também faz referência a nomes e conceitos de The King in Yellow ("O rei de Amarelo") de Robert W. Chambers, alguns dos quais já tinham sido previamente emprestados por Ambrose Bierce. Em uma carta a Clark Ashton Smith, Lovecraft escreve: "Chambers deve ter ficado impressionado com An Inhabitant of Carcosa e Haita the Shepherd, que foram publicados durante sua juventude. De fato, ele convence Bierce a criar uma arrepiante atmosfera de horror, uma vaga e inquietante percepção que pode fazer uma pessoa relutante avivar suas lembranças vigorosamente".
A ideia de manter um cérebro humano vivo dentro de um recipiente (com instrumentos que lhe permitem ver, ouvir e falar, e proporcionam a possibilidade de viajar por áreas inexploradas do corpo), pode ter sido inspirada pelo livro The World, the Flesh, and the Devil de J. D. Bernal, que descreve e sugere a possibilidade de se construir um aparelho similar. O livro foi publicado em 1929, um ano antes de Lovecraft escrever  sua história.

## Sinopse
A história é contada por Albert N. Wilmarth, um professor de literatura da Universidade de Miskatonic em Arkham. Quando os jornais locais afirmam que coisas estranhas foram vistas flutuando nos rios durante uma  inundação histórica em Vermont, Wilmarth se envolve na controvérsia sobre o real significado desses avistamentos, ficando do lado dos céticos que culpam velhas lendas sobre monstros vivendo nas colinas desertas,  raptores de pessoas que se aventuram demasiadamente em seu território.
Wilmarth recebe uma carta de Henry Wentworth Akeley, um homem que vive em uma granja isolada perto de Townshend, Vermont. O homem afirma ter provas que irão convencer Wilmarth a abandonar seu interesse na existência dessa raça. Eles mantém contato por meio de cartas e trocam um registro fonográfico de uma raça extraterrestre cantando ao lado de humanos que os veneram, entre eles Cthulhu e Nyarlathotep, sendo este último quem eles esperam que "deverá ter a aparência de um homem, usar uma máscara de cera e uma túnica que esconda seu corpo".
Os agentes interceptam as mensagens de Akeley e vão à noite a sua granja para intimidá-lo. Sobrevem um tiroteio entre Akeley e os agentes e muitos dos cães de guarda de Akeley morrem. Embora este continue com sua correspondência ao professor, mostra uma brusca mudança de posição. Escreve que teve um encontro com os seres extraterrestres e que aprendeu que são pacíficos. Protanto, solicita a Wilmarth que venha visitá-lo e traga as cartas e as fotografias comprobatórias que lhe enviou, pedido que Wilmarth aceita, contra a vontade.
Quando Wilmarth chega, encontra Akeley em situação lamentável, amarrado a uma cadeira na escuridão. Akeley conta sobre a raça extraterrestre e as maravilhas que eles lhe revelaram. Também conta que esses seres podem extrair cirurgicamente o cérebro de um ser humano e o acondicionar em um tipo de  embalagem, onde pode viver indefinidamente e suportar as dificuldades de viagens ao espaço, mostrando provas disso. Akeley confessa que concordou em submeter-se ao procedimento e mostra um frasco que tem seu nome escrito. Wilmarth consegue ouvir outro cérebro, que está em outro frasco, que fala positivamente da experiência e explica porque Wilmarth deveria unir-se a eles na viagem a Yuggoth, o planeta de origem dessa raça. Toda essa conversa deixa Wilmarth inquieto, especialmente pelo estranho zumbido que Akeley está sussurrando.
À noite, Wilmarth não consegue dormir e escuta, no andar de baixo, uma conversa muito perturbadora entre várias vozes, algumas das quais são especialmente estranhas. Quando tudo fica em silêncio, ele desce as escadas para ver o ambiente.  Percebe que Akeley já não está mais lá, mas seu túnica permanece na mesma cadeira. Quando se aproxima, descobre uma coisa horrível nas dobras da túnica e foge com toda pressa, levando o carro de Akeley. Quando as autoridades chegam no dia seguinte, somente encontram uma casa com marcas de muitos tiros. Akeley desapareceu, assim como todas as evidências de uma presença extraterrestre. Por fim, Wilmarth conta a descoberta que o fez fugir: a cara e as mãos deixadas para trás. Estas partes foram utilizadas por algo, ou alguém não humano, para ficar parecido com um homem. Percebe então, com uma terrível certeza que o cérebro que escutou naquele dia, era de Henry Wentworth Akeley.

## Personagens

### Albert N. Wilmarth
O narrador desta história é descrito como um professor de literatura inglesa da Universidade de Miskatonic, que está pesquisando os estranhos acontecimentos que suscederam após as inundações em Vermont, em 1927.
O mesmo Wilmarth também é mencionado em outra obra de Lovecraft Nas montanhas da loucura, na qual o narrador relata que gostaria de não ter falado tanto com Wilmarth, 'aquele desagradável estudioso de folclore da Universidade'. Em outro momento, na mesma obra, refere-se a "os contos insensatos sobre as criaturas cósmicas nas colinas, relatados por um colega que também estuda o folclore, do departamento de Literatura Inglesa na Miskatonic." 
Wilmarth ainda é o personagem principal em To Arkham and the Stars, de Fritz Leiber, escrito provavelmente em 1966, onde o autor conta que um professor de 70 anos é o diretor do departamento de Literatura da Universidade de Miskatonic. Leiber o descreve como sendo "magro e de cabelo grisalho", com um "toque de escárnio sarcástico, que é a causa de que alguns o chamem de desagradável, em vez de simplesmente erudito". 
Este reconhece ter mantido um "contato mais estreito com os plutonianos ou yuggosianos do que Dyer acredita. Em um bilhete dessa   trama, Wilmarth sublinha que "quando você passa a maior parte de sua vida adulta em Miskatonic, você descobre que desenvolveu um certo entendimento da diferença entre o real e o imaginário, de certa forma diferente do resto do rebanho."
No romance de Brian Lumley The Burrowers Beneath e suas continuações, a fundação Wilmarth é uma organização com base em Arkham dedicada a combater aquilo que Lumley se refere como as 'Deidades do ciclo de Cthulhu'. Robert M. Price descreve  Wilmarth como "o protagonista modelo de Lovecraft... no começo é nada mais que um afortunado ignorante e somente após uma longa batalha com seu próprio ceticismo racional, aceita a terrível verdade".

### Noyes
Um homem praticamente desconhecido, aliado dos Mi-Go ou daqueles que vêm de Fora, está ligado ao desaparecimento de um fazendeiro local, um homem chamado Brown, e com a segurança do assentamento Mi-Go. Noyes ajuda Wilmarth quando este chega a Brattleboro e também o leva à casa de Akeley. Depois é escutado e visto dormindo no sofá, durante a fuga de Wilmarth.

### Henry W. Akeley
(1871–1928?) É um estudioso de folclore de Vermont que se corresponde com Wilmarth. Devido a seus conhecimentos de folclore é um acadêmico muito respeitado por seus colegas. Sua esposa morreu em 1901 dando à luz seu único filho, George Goodenough Akeley
Ao aposentar-se, Akeley voltou a seu povoado natal, uma granja e uma casa de dois andares nas colinas de Vermont, perto das encostas da montanha Negra. Em setembro de 1928 recebeu a visita do professor Wilmarth, que pesquisava lendas estranhas da região. Pouco depois, Akeley desaparece misteriosamente de sua casa nas montanhas, e Wilmarth acredita que tenha sido vítima das crueldades dos sinistros fungos de Yuggoth. Alguns estudiosos, Robert M. Price entre eles, têm sugerido que a possível criatura com o rosto de Akeley fosse, na realidade, Nyarlathotep, baseando-se em uma frase do canto em um registro fonográfico dos Mi-go: "Para Nyarlathotep, Poderoso Mensageiro, do quem tudo deve ser dito. E Ele deverá usar o semblante de um homem, e descer do mundo de Sete Sóis para enganar...".
Na secuela de The Whisperer in Darkness, Documents in the Case of Elizabeth Akeley (1982), Richard A. Lupoff explora a possibilidade de que Akeley não tenha sido vítima dos Mi-go como geralmente se supõe, mas que tenha se unido a eles voluntariamente. Lupoff também propõe que Akeley era, na verdade, o filho ilegítimo de Abednego Akeley, um ministro da seita Igreja da Sabedoria Estelar (em Vermont) e de Sarah Phillips, a guarda-chaves de Abednego.

### George Goodenough Akeley
É mencionado que este é o filho de Henry Wentworth Akeley em The Whisperer in Darkness.  De acordo com o relato, George foi viver em San Diego, Califórnia, depois que seu pai se aposentou. A história de 1976 O terror das profundidades (The Terror From the Depths) menciona que Akeley foi consultado em sua casa pelo professor Albert Wilmarth em 1937.
A secuela de 1982, escrita por Richard A. Lupoff, descreve Akeley como tendo sido inspirado pela evangelizadora Aimee McPherson que iniciou uma seita chamada Irmandade da Luz Espiritual, que adotava como líder uma figura chamada Pai Radiante. Após a morte e Aimee, sua neta Elizabeth Akeley assumiu essas funções.
Em 1928 Lovecraft viajou para a área rural de Vermont junto com um homem chamado Arthur Goodenough. Durante uma caçada, conheceu um fazendeiro local com um nome -Bert G. Akley - supreendentemente parecido com o daquele personagem que teve um destino terrível em sua história.

### Os Mi-Go
Também chamados Os de Fora ou Os Fungos de Yuggoth, os Mi-go são uma espécie extraterreste fictícia, encontrada nos Mitos de Cthulhu, obra criada pelo escritor  H.P. Lovecraft. No romance Nas montanhas da loucura ele conta que os Mi-go chegaram à Terra no Período Jurássico e empurraram os Antigos para seus refúgios, ao norte. Fica claro que os Mi-go se constituem de uma matéria que, mesmo em nível subatômico, não é encontrada em nosso planeta. Eles têm muitas patas como custáceos, asas de morcego e antenas no lugar da cabeça. Devido à pouca luz de seu planeta, eles não têm nem precisam de olhos, mas têm outros sentidos para perceber o ambiente. Suas cidades são escuras e cheias de torres, templos e enormes pontes. Como não enxergam, não têm janelas em seus edifícios.
O termo Mi-Go é o nome que lhes é atribuido pelos tibetanos (povo que efetivamente usa essa palavra como um dos nomes do yeti). Estes seres obtêm (de diferentes pontos na Terra), um mineral que lhes é vital, e o encontram especialmente em Vermont (EUA), na Europa e no Himalaya. Geralmente tratam os seres humanos com indiferença e se mantêm longe, mas se percebem ter sido vistos, podem se tornar violentos. Eles vêem do planeta Yuggoth, localizado nos confins do Sistema Solar, para além de Plutão.

## Nomes dos Mitos menores
Um trecho de The Whisperer in Darkness contém uma série de nomes de Mitos, onde alguns são brevemente mencionados, mas não explicados:
"Encontrei-me de frente com nomes e termos que eu tinha escutado em outros lugares, com as ligações mais horríveis.  — Yuggoth, Grande Cthulhu, Tsathoggua, Yog-Sothoth, R'lyeh, Nyarlathotep, Azathoth, Hastur, Yian, a Meseta de Leng, o Lago da Hali, Bethmoora, o Signo Amarelo, L'mur-Kathulos, Bran e o Magnum Innominandum ..."
Embora vários desses lugares e objetos estão presentes nos Mitos, outros são mais defíceis de compreender, entre eles:
- Bethmoora: era uma cidade legendária no conto 'Bethmoora" de Lord Dunsany, sendo este o autor favorito de Lovecraft. [18]
- Bran: é uma antiga divindade britânica que se considera pagã. Entretanto, nesse contexto, Lovecraft estava se referindo a Bran Mak Morn, o último rei dos pictos na obra de ficção 'espada e bruxaria' de Robert E. Howard. Essa referência é uma homenagem a Howard, que foi um dos seus correspondentes habituais .[19]
- L'mur-Kathulos: este termo poderia se referir ao continente de Lemuria, uma legendária ponte de terra, mas sendo um continente perdido nos Mitos. [20]
- Kathulos é um bruxo atlante, protagonista do conto Skull-Face de Robert E. Howard. Sabe-se que um fã escreveu a Howard perguntando se o nome Kathulos era derivado de Cthulhu. Howard mencionou isso em uma carta que enviou a Lovecraft e este parece ter gostado da ideia, já que respondeu a Howard que estava pensando em adotar esse nome para os mitos futuros. [21]
- Magnum Innominandum: em latim, o termo significa "O grande que não deve ser nomeado" .[22]
- Yian: provavelmente o termo se refere a Yian-Ho, que está em Through the Gates of the Silver Key (de 1934), uma colaboração entre Lovecraft e E. Hoffmann Price. Yian-Ho é uma horrível cidade proibida, na Meseta de Leng, mas pode ser uma referência à fictícia cidade de Yian, mencionada no estranho conto The Maker of Moons, publicado em 1896 na coleção The Maker of Moons, escrita por um dos autores favoritos de Lovecraft, Robert W. Chambers.[23]

## Significado
Ao lado de ser um exemplo do universo de terror característico de Lovecraft, durante uma época em que o gênero consistia principalmente de fantasmas, vampiros, duendes e outros similares, Um sussurro nas trevas é exemplo de um dos primeiros aparecimentos na literatura do, já agora consagrado, conceito do 'cérebro isolado do corpo' (ainda que o 'cérebro alienígena' não se encontre tão evidente aqui, como em seus aparecimentos posteriores, na indústria cinematográfica).
O relato contém certos elementos aparentemente sobrenaturais, como a afirmação de que o alienígena fungóide (em formato de fungo), mesmo que visível a olho nu e fisicamente tangível, não pode ser registrado em fotografias. O que se obtém é uma imagem do fundo sem que a criatura apareça (o que é uma impossibilidade segundo todas as leis da óptica, mesmo sendo uma característica que é comumente atribuída aos vampiros). No entanto, o relato assegura que isto é possível devido à estrutura fúngica, ou alienígena, que funciona de maneira diferente de todos os organismos físicos terrestres. Assegura, também, que os elétrons dos fungóides têm uma frequência de vibração diferente, que necessita de uma nova técnica química e fotográfica para que possam ser registrados.

## Acolhimento
Em uma carta para Weird Tales que Donald Wandrei escreveu em janeiro de 1932, este elogiou The Whisperer in Darkness, assim como The Seeds of Death de David H. Keller , e os relatos de Clark Ashton Smith.

## Adaptações
Alberto Breccia ilustrou a adaptação de quinze páginas criada em 1979.  A história foi adaptada para HQ e expandiu-se nas três primeiras publicações de H.P. Lovecraft's Cthulhu: The Whisperer in Darkness, com texto de Mark Ellis e Terry Collins, e ilustrações de Darryl Banks e Dom Heck, em 1991-1992.
O primeiro segmento da antologia cinematográfica Necromicon é uma livre adaptação desta história.
A Sociedade História de H.P. Lovecraft produziu uma versão cinematográfica de terror ambientada nos anos 1930, lançada em 2011 durante o Festival Cinematográfico Internacional de Seattle. Sandy Peterson, autora do RPG O telefonema de Cthulhu, contribuiu financeiramente para que o filme pudesse ser terminado.  Também, uma adaptação para jogos de computador foi criada por Nathaniel Nelson (escritor, designer e programador), Quinmcy Bowen (artista) e Mark Sparling (compositor e programador de som) em 2014, para o The Public Domain Jam.